# Camí cap a l'èxit
Camí cap a l'èxit (títol original en anglès, Reach Me) és una pel·lícula dramàtica estatunidenca del 2014 dirigida i escrita per John Herzfeld. La pel·lícula és protagonitzada per Sylvester Stallone, Kyra Sedgwick, Terry Crews, Thomas Jane, Kevin Connolly, Lauren Cohan, Kelsey Grammer i Tom Berenger. La pel·lícula va ser produïda per Rebekah Chaney, Cassian Elwes, Buddy Patrick i John Herzfeld. S'ha doblat i subtitulat al català.
La trama gira al voltant de com un llibre d'autoajuda inspira un grup divers de persones: un periodista i el seu editor, un antic presoner, un influent del hip-hop, un actor i un policia encobert. La creació de Camí cap a l'èxit va estar influenciada, almenys en part, pels records de Herzfeld de veure el televangelista Reverend Ike i llegir el llibre d'autoajuda de Napoleon Hill, Think and Grow Rich, encara que Herzfeld diu que la pel·lícula "no tracta d'enriquir-se, sinó de creure en tu mateix".